# 山本静山
山本 静山（やまもと じょうざん、1916年〈大正5年〉1月8日 - 1995年〈平成7年〉4月12日）は、日本の臨済宗の尼僧、華道家。

## 概略
子爵山本実庸の6女として京都で生まれる。俗名は絲子。5才で京都大聖寺に入り、のち大和圓照寺へ入山し、得度。伏見宮文秀尼・近衛秀山尼より仏学を修める。十世圓照寺門跡住職。また華道山村御流初代家元としていけばなの指導にあたった。

## 著書
- 『花のこころ : 奈良円照寺尼門跡といけばな』主婦の友社、1967年。ISBN 4079082258。
- 『花のすがた : 円照寺山村御流のいけばな』主婦の友社、1973年。全国書誌番号:75042598。
- 『花のむれ : 円照寺山村御流のいけばな』主婦の友社、1981年2月。全国書誌番号:81026594。
- 『花のながれ : 円照寺山村御流のいけばな』主婦の友社、1992年10月。ISBN 4079386052。